# 安东尼奥·德门多萨
安东尼奥·德·门多萨-帕切科（西班牙語：Antonio de Mendoza y Pacheco；1495年—1552年7月21日），16世纪西班牙贵族，新西班牙首任副王、秘鲁第三任副王。
门多萨在任期间，不仅很好地在当地建立起王室权威、限制了当地征服者的权力，还推行多项政治和经济政策。他推行的许多政策在整个后续的殖民时期都得到了沿用。他还大力建设医院和学校，同时鼓励农业、畜牧业和矿业的发展，为初创不久的新西班牙带来了安定和和平。

## 生平
门多萨出生于雷亚尔堡的大贵族家庭，父亲是第二代滕迪利亚伯爵伊尼戈·洛佩斯。早年受国王卡洛斯一世之命出使匈牙利、罗马。
1535年，门多萨被任命为新西班牙殖民地首任副王（总督），在任15年，是新西班牙在任时间最长的副王。此时的新西班牙矛盾重重，被征服的原住民时常反叛，而征服者与定居者之间也有冲突；对于门多萨来说，更艰巨的任务是如何既能真正代表国王的利益施政，而又不和阿兹特克人的征服者埃尔南·科尔特斯发生矛盾。科尔特斯本有望成为新西班牙的终身执政官，但国王和印度议会一致认为科尔特斯可能会蔑视王室权威，因此特地在1528年设置高等法庭（audiencia），由努尼奥·德·古茲曼担任主席，以制衡科尔特斯的权力。1530年，国王封科尔特斯为瓦哈卡谷侯爵。门多萨在1535年到任后，科尔特斯转而着手在库埃纳瓦卡（其府邸所在地）谋取经济利益。
尽管在加勒比海地区完成了大规模的扩张和殖民活动，西班牙人仍然待到征服墨西哥中部之后才在美洲殖民地指派副王。副王在新西班牙相当于国王的代理人，代表着国王的权威。门多萨身为贵族，且其家族世代忠于西班牙王室，因此是副王的不二人选。
门多萨和主教胡安·德·苏马拉加在新西班牙建立起两所学院，是为美洲大陆最早的高等教育机构，对后世有深远影响。1536年，二人在特拉特洛尔科开办圣克鲁斯学院，为阿兹特克贵族的子嗣教授拉丁语文、修辞学、哲学和音乐；1552年，开办皇家与天主教大学，以萨拉曼卡大学为蓝本，为天主教会培养青年才俊。1536年，门多萨设立银币和铜币铸币厂。1539年，他引进印刷机，是新大陆最早的印刷机，印刷出墨西哥最早的自印书籍《神聖攀登的天梯》。1541年5月18日，门多萨在米却肯地区建立巴拉多利德城（今莫雷利亚）。
西班牙王室曾制定新法，限制殖民者授予原住民监护赏赐，并禁止原住民监护的家族持有永久财产。这项严酷立法在秘鲁造成极大混乱，秘鲁副王遭到刺杀。为避免不安局面，门多萨奉行“听命而不执行”（obedezco pero no cumplo）的原则，并未充分落实新法，从而维持了当地稳定。
1542年，墨西哥西北部原住民发动叛乱，副王率全部兵力亲征。叛乱得到平息，幸存的反叛者被处以酷刑，手段包含犬刑、炮决和刺刑。1548年，他又镇压了萨波特克人的叛乱。
门多萨还发动多次远征。1540年至1542年，弗朗西斯科·巴斯克斯·德·科罗纳多奉命北进；1542年至1543年，胡安·罗德里格斯·卡布里略向西前往上加利福尼亚探险，鲁伊·洛佩斯·德·比利亚洛沃斯赴菲律宾远征。他还下令编撰了阿兹特克文化的记录文献门多萨手抄本。
1550年，门多萨卸任，由佩德罗·德拉加斯卡继任。随后他赶赴秘鲁，担任第三任秘鲁副王。然而上任不久他便患病，于1552年在利马逝世，葬于利马主教座堂。

## 后世影响
今属于美国加利福尼亚州的门多西诺角便是以门多萨命名。由此地衍生出来的地名包括门多西诺县、门多西诺镇和门多西诺国家森林。

### 书目
- （西班牙文） "Mendoza, Antonio de," Enciclopedia de México, v. 9. Mexico City, 1988.
- （西班牙文） "Mendoza, Antonio de," Encyclopædia Britannica, v. 6. Chicago, 1983.
- （西班牙文） García Puron, Manuel, México y sus gobernantes, v. 1. Mexico City: Joaquín Porrua, 1984.
- （西班牙文） Orozco Linares, Fernando, Gobernantes de México. Mexico City: Panorama Editorial, 1985, ISBN 968-38-0260-5.